# Антиох XI Епифан
Антиох XI Епифан Филаделф, е владетел от династията на Селевкидите, втори син на Антиох VIII Грюпос и Трифаена. Управлява около две години (95 – 92 пр.н.е.)
Антиох XI претендира за властта в Сирия заедно с брат си Филип I Филаделф, след като през 95 пр.н.е. Селевк VI Епифан е прогонен и убит в Киликия от братовчед си Антиох X Еузеб.
Антиох XI воюва срещу Антиох X Еузеб, но се удавя в река Оронт при бягство след неуспешнен опит да окупира Антиохия (92 пр.н.е.).